# マレク・フルプ
- マレク・クルップ

マレク・フルプ（Marek Chlup、1999年1月9日 - ）は、チェコ・チェスキー・ドゥプ出身のプロ野球選手（外野手）。右投右打。読売ジャイアンツ所属。
日本野球機構（NPB）史上初のチェコ出身のプロ野球選手。

## 経歴
1999年にチェコ共和国トゥルノフで生まれる。父親が競技に携わっていたことをきっかけに野球を始めた。国内リーグであるエクストラリーガでは2014年にアローズ・オストラヴァでデビュー、2016年からはイーグルス・プラハでプレーしていた。
高校卒業後は渡米し、ノースカロライナ州立大学で2年間プレー。その後NCAAディビジョンIIに所属するノース・グリンビル大学へ転校。
2022年には打率.370、本塁打12本、75打点の活躍を見せ、同校を全国選手権優勝へと導くとともにカンファレンス・カロライナにおける最優秀選手（Player of the Year）に選出された。

### プロ入りと独立リーグ時代
2023年に北米独立リーグであるアメリカン・アソシエーションのレイクカントリー・ドックハウンズに入団。打率.325、9本塁打、25打点の成績を残した。
2024年もドックハウンズでプレー。公式戦で80試合に出場し、打率.252、7本塁打、43打点をそれぞれ記録した。

### 巨人時代
アメリカン・アソシエーションのシーズン終了を待って、読売ジャイアンツが獲得に動き、2024年9月25日に、読売ジャイアンツに育成選手として入団することに合意した。背番号は037。年俸は1200万円（推定）。チェコ共和国出身選手としては初のNPB入団だった。
9月26日に行われた入団会見に同席した編成本部長の吉村禎章は獲得の経緯について「WBCの時に東京ドームでプレーして、そのあと阿部監督から『気になる選手がいる』と。伸びしろを感じて、調査してくれと要望を受けた」と説明した。これについては、マレク・フルプ本人も「とても光栄に思います。ジャイアンツが自分のことを調査してくれているのは全く知らなかったですし、正直ビックリしました。」と興奮気味に話している。
10月1日には、一軍の練習に初めて参加し、10月2日に行われたプロ・アマ交流戦の日立製作所戦では、「6番・右翼手」で来日初実戦に臨み、本塁打を記録した。
2025年7月12日、読売ジャイアンツと支配下選手契約を締結した。背番号は39。即日出場選手登録され、同日の横浜DeNAベイスターズ戦に「7番・右翼手」で先発出場したが、4打数無安打に終わった。翌日の同戦では代打で出場し、空振り三振に倒れた。この試合のスイングの際に左手首に強い痛みが生じ、その後もチームに同行するも、左手首の痛みが引かず、病院で検査を受けたところ左手有鈎骨骨折の診断を受けた。17日に出場選手登録を抹消された。

## 代表経歴
- 特に記載のない場合、この項目での「代表」はチェコ代表を指す。

2014年にメキシコで開催されたIBAF U-15ワールドカップで代表入り。
2015年に日本で開催されたWBSC U-18ワールドカップでも代表入りした。
2016年には17歳ながらWBSC U-23ワールドカップの代表に選出。その後も2018年、2021年と3大会連続で出場した。
2022年にドイツのレーゲンスブルクで行われた第5回ワールド・ベースボール・クラシック(WBC)予選の代表に選出され、同国初の本選出場に貢献した。
2023年の第5回WBC本選の代表に選出された。3月11日の日本戦では佐々木朗希の163km/hの直球を捉え、二塁打を記録した。
2024年3月に京セラドーム大阪で開催されたカーネクスト侍ジャパンシリーズでは欧州代表に選出され、同年11月9日から10日にかけてバンテリンドーム ナゴヤで開催される侍ジャパンシリーズで代表に選出された。

## 選手としての特徴
身長193cm、体重100kgで走攻守三拍子揃った右の強打者。恵まれた体格とアグレッシブなプレーから「チェコのジャッジ」とも評される。愛称は「野獣」。

## 詳細情報

### 記録
初記録
- 初出場・初先発出場：2025年7月12日、対横浜DeNAベイスターズ12回戦（横浜スタジアム）、「7番・右翼手」で先発出場[15]
- 初打席：同上、1回表に大貫晋一から空振り三振[22]

### 背番号
- 037（2024年[8][9][10] - 2025年7月11日）
- 39（2025年7月12日 - ）